# Émile Reuter

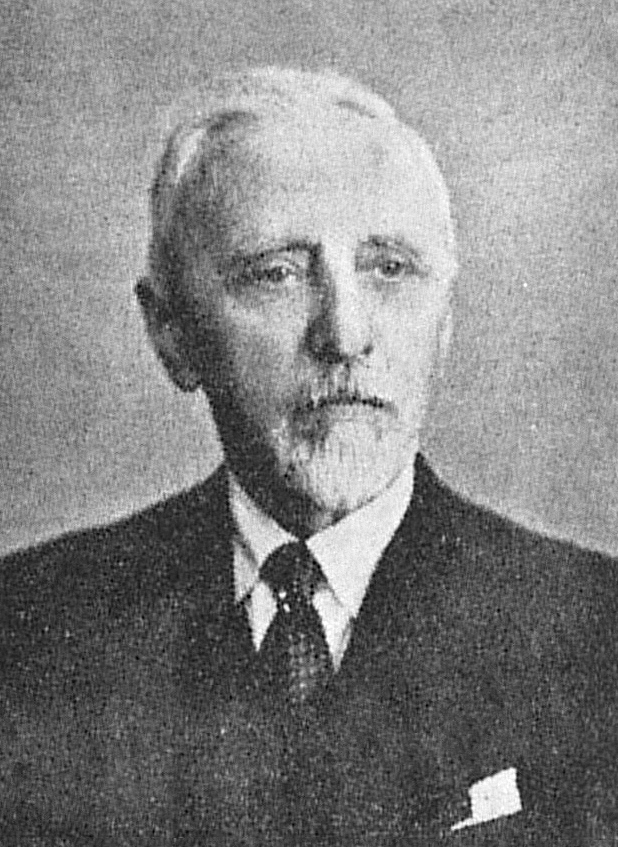
Émile Reuter (1946)

Émile Reuter (* 2. August 1874 in Bofferdingen; † 14. Februar 1973 in Luxemburg) war ein luxemburgischer Politiker.
Émile Reuter studierte von 1894 bis 1898 in Straßburg, in Nancy und Paris Recht. Im Jahr 1903 wurde er Präsident der katholischen Volksvereinigung (Association populaire catholique). Im Jahr 1911 wurde Reuter erstmals ins Parlament gewählt. Im Jahr 1914 war er einer der Gründungsmitglieder der Luxemburger Rechtspartei.
Kurz vor dem Ende des Ersten Weltkrieges, am 28. September 1918, wurde Émile Reuter Staatsminister und Generaldirektor (Minister) für Außenpolitik und Inneres. Im Jahr 1925 kam es zu einer Regierungskrise, da das Luxemburger Parlament (Chamber) den Vorschlag der Regierung, die Eisenbahngesellschaften Guillaume-Luxembourg und Prince Henri unter belgischer Führung zu vereinigen, ablehnte. Daraufhin trat die Regierung Reuter zurück.
Von 1926 bis 1959 (mit Ausnahme der Kriegsjahre) war Émile Reuter Präsident der Chamber. Außerdem war er der erste Präsident der 1944 gegründeten CSV. Noch mit 83 Jahren wurde er im Jahr 1957 zum Luxemburger Botschafter im Vatikan ernannt.

## Referendum von 1919
Im Jahr 1919 kam es in Luxemburg, das im Ersten Weltkrieg neutral war, aber von den deutschen Truppen besetzt wurde, zu einer besonders schweren Staatskrise. Da die Großherzogin Maria Adelheid während des Kriegs den Deutschen Kaiser Wilhelm II. empfangen musste, da er sein Hauptquartier 1914 in Luxemburg aufgeschlagen hatte, wurde sie nach dem Krieg einer deutschfreundlichen Haltung verdächtigt und musste auf Druck der Alliierten und großer Teile der Bevölkerung am 9. Januar 1919 zugunsten ihrer jüngeren Schwester Charlotte abdanken.
Liberale und Sozialisten verlangten in der Chamber die Abschaffung der Monarchie und die Einführung der Republik. Frankreich und Belgien führten gleichzeitig geheime Verhandlungen über das Schicksal Luxemburgs. Unter anderem wurde über eine mögliche Annektierung von Luxemburg durch eines der beiden Länder verhandelt, da es reich an Erzvorkommen ist. Dabei war Frankreich bereit, zugunsten von Belgien zu verzichten. Eine parlamentarische Abstimmung in Luxemburg über ein Referendum zu den Fragen der Staatsform und einer neuen Wirtschaftsunion – die Mitgliedschaft im Zollverein des Deutschen Reiches wurde beendet – wurde durch die Stimmen der Sozialisten und Liberalen angenommen.
Reuter, ein Anhänger der Monarchie, entschloss sich, nicht nur über Monarchie und Republik, sondern über vier mögliche Antworten abstimmen zu lassen:
- Die Beibehaltung der regierenden Großherzogin Charlotte
- Die Beibehaltung der Monarchie unter einer anderen Großherzogin
- Die Einführung einer anderen Dynastie
- Die Einführung der Republik

Die Auswahl der Antworten wählte Reuter mit Bedacht. Es sollten möglichst wenige Wähler für die Republik stimmen. Deshalb versuchte er, diese Stimmen zu zerstreuen. Die vier Antworten veranlassten jene, die nicht unbedingt für eine Republik waren, sich aber nicht entscheiden konnten, eine Entscheidung zu treffen, bei der die Chance größer war, für die Monarchie zu stimmen als für die Republik. Am Ende stimmten 80 % der Bevölkerung für die Beibehaltung der Monarchie unter der Schwester von Großherzogin Maria-Adelheid,  Charlotte.
Außerdem entschieden sich die Luxemburger für eine Wirtschaftsunion mit Frankreich. Da Frankreich aber nicht interessiert war, entschied man sich für eine Wirtschaftsunion mit Belgien.
Auf Grund dieses Referendums kam Luxemburg einer endgültigen Entscheidung der Alliierten zuvor. Diese erkannten daraufhin den Wunsch der Luxemburger Bevölkerung an und Luxemburg konnte als unabhängiger Staat weiterbestehen.
Gaspard de la Fontaine |
Jean-Jacques Willmar |
Charles-Mathias Simons |
Victor de Tornaco |
Emmanuel Servais |
Félix de Blochausen |
Édouard Thilges |
Paul Eyschen |
Mathias Mongenast |
Hubert Loutsch |
Victor Thorn |
Léon Kauffman |
Émile Reuter |
Pierre Prüm |
Joseph Bech |
Pierre Dupong |
Joseph Bech |
Pierre Frieden |
Pierre Werner |
Gaston Thorn |
Pierre Werner |
Jacques Santer |
Jean-Claude Juncker |
Xavier Bettel |
Luc Frieden
Gaspard Théodore Ignace de la Fontaine |
Jean-Jacques Willmar |
Charles-Mathias Simons |
Victor de Tornaco |
Emmanuel Servais |
Félix de Blochausen |
Édouard Thilges |
Paul Eyschen |
Mathias Mongenast |
Hubert Loutsch |
Victor Thorn |
Léon Kauffman |
Émile Reuter |
Pierre Prüm |
Joseph Bech |
Eugène Schaus |
Pierre Werner |
Pierre Grégoire |
Gaston Thorn |
Colette Flesch |
Jacques Poos |
Lydie Polfer |
Charles Goerens |
Jean Asselborn |
Xavier Bettel
| Personendaten    | Personendaten             |
| ---------------- | ------------------------- |
| NAME             | Reuter, Émile             |
| KURZBESCHREIBUNG | luxemburgischer Politiker |
| GEBURTSDATUM     | 2. August 1874            |
| GEBURTSORT       | Bofferdingen              |
| STERBEDATUM      | 14. Februar 1973          |
| STERBEORT        | Luxemburg                 |